# Batilly-en-Gâtinais

Batilly-en-Gâtinais este o comună în departamentul Loiret din centrul Franței. În 1 ianuarie 2022 avea o populație de 447 de locuitori.